# Leucophenga neovaria
Leucophenga neovaria är en tvåvingeart som beskrevs av Wheeler 1960. Leucophenga neovaria ingår i släktet Leucophenga och familjen daggflugor. Inga underarter finns listade i Catalogue of Life.